# Treasure megye
Treasure megye az Amerikai Egyesült Államokban, azon belül Montana államban található. Megyeszékhelye és legnagyobb városa Hysham. Lakosainak száma 762 fő (2020. április 1.). Treasure megye Rosebud, Big Horn és Yellowstone megyékkel határos.

## Népesség
A megye népességének változása:
| Lakosok száma | 718  | 719  | 733  | 700  | 697  | 762  |
|               | 2010 | 2011 | 2012 | 2013 | 2015 | 2020 |